# Bosque nacional del Tonto
El bosque nacional del Tonto (en español: Tonto National Forest) abarca 2.873.200 acres (11.627 kilómetros cuadrados), es el mayor de los seis bosques nacionales en el estado de Arizona y es el quinto mayor bosque nacional de los Estados Unidos. El Bosque nacional Tonto tiene un paisaje diverso, con elevaciones que van desde 427 m en el desierto de Sonora a 2250 m  en los bosques de pino ponderosa del escarpe Mogollón. El lugar es también el bosque "urbano" más visitado de los bosques en los Estados Unidos. El nombre «tonto» es de origen español.